# 하노이 폴리스 FC
콩안 하노이 FC(베트남어: Công An Hà Nội Football Club, 하노이 공안 축구단, 약칭 CA 하노이, CAHN)는 베트남의 축구 클럽으로, 하노이를 연고로 하고 있다. 현재 베트남의 최상위 리그인 V리그 1에 참가하고 있다. 이 클럽의 전신은 콩안 난단 FC(베트남어: Công An Nhân Dân FC, 인민 공안 축구단) 이었으나, 2023 시즌 V리그 1으로 승격된 뒤 구단명을 변경하였다.

## 우승 경력
- V리그 1

● 우승 (2): 1984, 2023
- V리그 2

● 우승 (1): 2022

## 선수 명단

### 현역
참고: FIFA 자격 규정에 따라 소속된 국가대표팀 국기를 표시합니다. 선수는 복수의 FIFA 비회원국 국적을 가지고 있을 수 있습니다.
| 번호 | 포지션 | 국적   | 이름         |
| ---- | ------ | ------ | ------------ |
| 3    | DF     |        | 우구 고메스  |
| 19   | MF     | 베트남 | 응우옌꽝하이 |

| 번호 | 포지션 | 국적 | 이름          |
| ---- | ------ | ---- | ------------- |
| 72   | FW     |      | 알란 그라피치 |

## 역대 감독
| 감독              | 임기   |
| ----------------- | ------ |
| 끼앗띠삭 세나므앙 | 2024 ~ |